# Två man om en änka
Två man om en änka är en tysk farsoperett (vaudeville) i tre akter av Heinrich Storbitzer och Richard Kessler med sångtexter av Artur Lokesch och Willi Wolf och musik av Victor Hollaender. 
Den hade urpremiär 1914 som Der Regimentspapa på Berliner Residenztheater. Den gjorde omedelbart succé och kom redan 1915 till bland annat Danmark och Sverige, där premiären ägde rum på Vasan i Stockholm i svensk översättning av Björn Halldén.

## Uppsättningar och filmatiseringar
Två man om en änka spelades flitigt i Sverige de närmaste decennierna efter premiären på friluftsteatrar, i folkparkerna och i flera  omgångar på Storan i Göteborg. Många namnkunniga skådespelare har på olika scener fört fram farsoperetten till fina framgångar: Carl Barcklind, Björn Hodell, Oscar Winge, Douglas Håge och Sigge Fürst är några i den långa raden. 
Stycket har också filmatiserats. Gösta Ekman d.ä. spelade huvudrollen i filmen Två man om en änka mot Tollie Zellman och Thor Modéen. Åke Söderblom och Börje Larsson hade bearbetade manuskriptet och alla sånger ur det tyska originalet ströks. Istället skrev Jules Sylvain skrev några melodier till filmen som hade premiär på Skandiabiografen i Stockholm 26 december 1933.
Nils Poppe återupptäckte Två man om en änka 1983, då hade den inte spelats i Sverige på närmare 40 år. Han gjorde en skånsk version av den tyska förlagan och flyttade handlingen till Josefina Pellerins herrgård utanför Malmö år 1914. Föreställningen blev en stor succé på Fredriksdalsteatern i Helsingborg med Berit Carlberg som den vackra änkan Josefina Pellerin och Nils Poppe som den lata malajen Emil Pettersson, en av hennes uppvaktande kavaljerer. Den gjordes även 1990 på Fredriksdalsteatern med Berit Carlberg som Josefina Pellerin och Nils Poppe som Emil Pettersson igen, och den versionen finns både på SVT öppet arkiv och på dvd. Föreställningen sattes åter upp 2023 på Ferdriksdalsteatern. Denna gång med Eva Rydberg som Julia Sjölin och Per Andersson som Emil Petterson.